# Aphis longituba
Aphis longituba är en insektsart som beskrevs av Hille Ris Lambers 1966. Aphis longituba ingår i släktet Aphis och familjen långrörsbladlöss. Inga underarter finns listade i Catalogue of Life.